# Rattus mindorensis
Rattus mindorensis es una especie de roedor de la familia Muridae.

## Distribución geográfica
Se encuentra sólo en las Filipinas.